# Ottorino Sartor
Ottorino Sartor (18. září 1945 Chancay District – 2. června 2021 Chancay District) byl peruánský fotbalový brankář. Zemřel 2. června 2021 ve věku 75 let na infarkt myokardu.

## Fotbalová kariéra
V peruánské lize chytal za Defensor Arica Lima, José Gálvez Chimbote, Atlético Chalaco, Club Universitario de Deportes, Colegio Nacional Iquitos, Coronel Bolognesi Tacna, AD Tarma, Sport Boys Callao, Deportivo Municipal Lima a Juventud La Toya Chancay. V jihoamerickém Poháru osvoboditelů nastoupil ve 2 utkáních. Za reprezentaci Peru nastoupil v letech 1966–1979 ve 27 utkáních. Byl členem peruánské reprezentace na Mistrovství světa ve fotbale 1978, ale v utkání nenastoupil. Byl členem vítězného peruánského týmu na Copa América 1975,